# Beat Simplicitas
Beat Simplicitas je čtrnácté album české folk-punkové kapely Znouzectnost, vydané v roce 2014. Název pochází z latinského citátu Beata simplicitas, což v překladu znamená blažená prostota.
Na Beat Simplicitas se skupina prezentuje jednoduchými, ale údernými texty, melodickými refrény i hitovými ambicemi jednotlivých skladeb. Album obsahuje rychlejší a údernější písně („Čech Orba“, „Kovboj jménem Dan“), stejně jako pro skupinu typickými baladami („Avignon“, „Šroubek“ nebo „Jericho“).
Album bylo vydáno na nosičích CD, vinylu a je i volně dostupné ke stažení na internetových stránkách kapely.

## Seznam skladeb
1. Čech orba (3:19)
2. Každý věk má hrdiny (2:42)
3. Jedeme v autě (2:01)
4. Plán (2:11)
5. Jericho (3:29)
6. Kovboj jménem Dan (2:36)
7. Vlak do Ženevy (2:35)
8. Federální (2:10)
9. Trosečníci (2:45)
10. Nejlepší ze všech světů (3:44)
11. Šroubek (2:55)
12. Ziggy boy (4:29)
13. Postfederální (0:23)
14. Avignon (2:58)